# دونالد جي. جاكسون
دونالد جي. جاكسون (بالإنجليزية: Donald G. Jackson)‏ هو مخرج أمريكي، ولد في 24 أبريل 1943 في تريمونت في الولايات المتحدة، وتوفي في 20 أكتوبر 2003 في لوس أنجلوس في الولايات المتحدة بسبب ابيضاض الدم.

## وصلات خارجية
- دونالد جي. جاكسون على موقع IMDb (الإنجليزية)
- دونالد جي. جاكسون على موقع ألو سيني (الفرنسية)
- دونالد جي. جاكسون على موقع أول موفي (الإنجليزية)
- دونالد جي. جاكسون على موقع قاعدة بيانات الفيلم (الإنجليزية)
- دونالد جي. جاكسون على موقع كينوبويسك (الروسية)
- دونالد جي. جاكسون على موقع كينوبويسك (الروسية)